# VTC CRM
VTC CRM ist eine kommerzielle Open-Source-Software für das Customer-Relationship-Management (CRM). VTC CRM basiert auf der Skriptsprache PHP. Als Datenbanksystem steht MySQL zur Verfügung. Unterstützung für weitere Datenbanksysteme sind in Planung (Stand Juni 2013).
VTC CRM stellt eine umfangreiche, prozessorientierte CRM-Suite dar, die Kunden an ihre Anforderungen anpassen können. Die Software kann Standard-Arbeitsabläufe im Bereich Kundenservice, Marketing und Vertrieb automatisieren.

## Geschichte
Die erste Version von VTC CRM wurde als Abspaltung (Fork) von vtiger CRM im Jahr 2008 veröffentlicht. Seit 2008 wurde die Software permanent weiterentwickelt. Der größte Schritt der Weiterentwicklung wurde im September 2012 mit dem Major-Release 5 erreicht, in dem die Oberfläche und der Großteil der Applikation einem vollständigen Redesign unterzogen wurde.

## Erweiterungen
Für das Open-Source-Content-Management-System TYPO3 existiert eine Erweiterung, die im Download-Repository kostenfrei zur Verfügung steht. Darüber hinaus existieren diverse Plug-ins, mit denen man die Software unter anderem mit Microsoft Outlook und Microsoft Exchange Server verbinden kann. VTC CRM ermöglicht ferner die Integration der wichtigsten sozialen Netzwerke, darunter Facebook, Google+, Twitter, LinkedIn und XING. Mit den nativen Apps für Apple iOS und Android können Anwender auf das zentrale VTC-CRM-System zugreifen. VTC CRM selbst bietet u. a. eine Programmierschnittstelle über SOAP und REST an.

## Produktvarianten
VTC CRM ist in fünf Varianten erhältlich: Standard Cloud, Private Cloud, Dedicated Cloud und On-Premises. In Abhängigkeit von den Varianten gibt es auch verschiedene Varianten beim Einsatz. Es gibt drei Cloud-Computing-Varianten, Standard, Private und Dedicated, sowie eine On-Premises-Version (On-Site), bei der der Kunde selbst für die Hardware und den Betrieb zuständig ist.